# Walter Frank
Walter Frank (Pseudonym: Werner Fiedler) (* 12. Februar 1905 in Fürth; † 9. Mai 1945 in Groß Brunsrode) war ein deutscher Historiker. Als überzeugter Antisemit und Nationalsozialist wurde er 1935 zum Präsidenten des neu gegründeten Reichsinstituts für Geschichte des neuen Deutschlands ernannt, der zeitweise führenden Geschichtsinstitution des Dritten Reiches. Frank nahm sich am 9. Mai 1945 kurz nach der bedingungslosen Kapitulation der Wehrmacht das Leben.

## Leben
Walter Franks Familie, sein Vater war Militärbeamter, zog 1910 nach München. Die Münchner Räterepublik im Frühjahr 1919, vor allem aber der Hitlerputsch im November 1923 prägten Franks politische Sozialisation und machten ihn schon früh zum Anhänger des Nationalsozialismus und des Antisemitismus. Als die Familie 1921/1922 in Nürnberg lebte, besuchte er regelmäßig Kundgebungen des Herausgebers des Stürmers Julius Streicher. Frank war als Oberschüler Mitglied des Deutschnationalen Jugendbundes.
1923 begann Frank ein Studium der Geschichtswissenschaft, unter anderem bei Hermann Oncken, Karl Haushofer und Karl Alexander von Müller an der Ludwig-Maximilians-Universität München. Bei Müller promovierte er 1927 über den Gründer der antisemitischen „christlich-sozialen Bewegung“, Adolf Stöcker. Seit 1923 schrieb Frank für den Völkischen Beobachter und andere nationalsozialistische Zeitungen.
Nach dem Studienabschluss verfasste Frank nur wenige wissenschaftliche Arbeiten und publizierte vor allem Zeitungsartikel in Zeitschriften der Jugendbewegung. Ab 1930 veröffentlichte er in der von Wilhelm Stapel herausgegebenen Monatszeitschrift Deutsches Volkstum unter dem Pseudonym Dr. Werner Fiedler, das offenbar dem Roman So gehen sie hin von Hanns Johst entlehnt war. Unter dem NS-Pseudonym Klaus Witt veröffentlichte Frank unter anderem in Joseph Goebbels’ Zeitung Der Angriff. Erst während des Nationalsozialismus erschienen auch Aufsätze von ihm in Fachzeitschriften wie der Historischen Zeitschrift und der Historischen Vierteljahrschrift.
Auch ohne Mitglied der NSDAP zu sein, machte Frank nach der „Machtergreifung“ eine steile Karriere. Zwar scheiterte 1934 seine Bewerbung zum Direktor der Reichstagsbibliothek. Er fand jedoch Beschäftigung als Referent für Geschichte im Amt Rosenberg und im „Stab des Stellvertreters des Führers“. Alfred Rosenberg und Rudolf Heß, mit dem er seit der gemeinsamen Studienzeit bei Karl Alexander von Müller persönlich befreundet war, wurden zu Franks Förderern. Ab 1934 war Frank Referent für Geschichte in der Hochschulkommission der NSDAP. Im Mai 1935 wurde er zum Professor ernannt und im Juli 1935 zum Leiter des neu gegründeten Reichsinstituts für Geschichte des neuen Deutschlands bestimmt. Das Reichsinstitut galt als Nachfolgeinstitution der von Friedrich Meinecke gegründeten Historischen Kommission. Damit war Walter Frank zu diesem Zeitpunkt „führender nationalsozialistischer Historiker“.
Von seiner Position aus betrieb Frank vor allem Wissenschaftspolitik. Er propagierte die Neugestaltung der deutschen Geschichtswissenschaft als „kämpfende Wissenschaft“ in einer Art „Kriegsdienst des Geistes“ an der Seite der Politik der Nationalsozialisten. Frank sorgte für die Ausschaltung unliebsamer Historiker, darunter seines ehemaligen akademischen Lehrers Hermann Oncken, den er 1934 in seinem Buch „Kämpfende Wissenschaft“ und im Februar 1935 in einem Artikel im Völkischen Beobachter scharf angriff. Kurz darauf wurde Oncken zwangsemeritiert. Frank intervenierte auch bei Lehrstuhlbesetzungen und Zeitschriften. So bemühte er sich, die Historische Zeitschrift in die Hand zu bekommen, indem er Karl Alexander von Müller zum Herausgeber ernannte. Frank gründete dort ein Referat zur „Geschichte der Judenfrage“.
Am 19. November 1936 richtete Frank in seinem Reichsinstitut für die Geschichte des neuen Deutschlands eine „Forschungsabteilung Judenfrage“ ein, deren Geschäftsführer der Nationalsozialist Wilhelm Grau wurde. Nachdem Grau nach Differenzen mit Frank in das Amt Rosenberg gewechselt war und die Leitung des von Rosenberg gegründeten „Instituts zur Erforschung der Judenfrage“ übernommen hatte, entwickelte sich ein Kompetenzen- und Führungsstreit zwischen Rosenberg und Frank. In diesem teilweise offen ausgetragenen Konflikt unterlag Frank im Dezember 1941 und wurde von seinem Amt beurlaubt. Sein Nachfolger wurde kommissarisch Karl Richard Ganzer.
Franks letzte Publikationen blieben größtenteils unbeachtet, nur die Zeitschrift Forschungen zur Judenfrage, die er seit 1937 jährlich herausgegeben hatte, betrieb er noch bis 1944 weiter. Sein großes Ziel war es, eine Gesamtausgabe und eine Biografie des Kolonialpioniers und Kolonialideologen Carl Peters zu veröffentlichen, da er in ihm einen direkten geistigen Vorläufer des Nationalsozialismus sah. Die Publikation kam aber nicht über die ersten drei Bände der Werkausgabe hinaus. Die Biografie wurde nicht vollendet und ist nach Auskunft des Historikers Hans-Ulrich Wehler keine wissenschaftlich verwertbare Lebensbeschreibung, sondern eher ein Beweis für die hemmungslose Verehrung des NS-Historikers für das Objekt seiner Darstellung.
Das Forschungsinstitut bot jungen Historikern die Möglichkeit, im Windschatten der NSDAP Karriere zu machen. Am bekanntesten von ihnen wurde Fritz Fischer, der in den 1960er Jahren mit seinen Publikationen zu den Ursachen des Ersten Weltkriegs international Aufsehen erregte. Eine Reihe von Historikern, die sich nach 1945 akademisch etablieren konnten, hatten unter Franks Ägide auch an der Geschichte der „Judenfrage“ gearbeitet wie etwa der bekannte Wirtschaftshistoriker Hermann Kellenbenz.
Am 9. Mai 1945 starb Walter Frank durch Suizid, den er damit begründete, dass nach dem Tod Adolf Hitlers die Welt für ihn sinnlos geworden sei.
Nach Kriegsende wurden zahlreiche seiner Schriften in der Sowjetischen Besatzungszone auf die Liste der auszusondernden Literatur gesetzt.

## Schriften (Auswahl)
- Hofprediger Adolf Stoecker und die christlichsoziale Bewegung. Verlag von Reimar Hobbing, Berlin 1928.
- Händler und Soldaten. Frankreich und die Judenfrage in der „Affäre Dreyfus“. Hanseatische Verlagsanstalt, Hamburg 1933.
- Nationalismus und Demokratie im Frankreich der dritten Republik (1871 bis 1918). Hanseatische Verlagsanstalt, Hamburg 1933.
- Kämpfende Wissenschaft. Mit einer Vor-Rede des Reichsjugendführers Baldur von Schirach. Hanseatische Verlagsanstalt, Hamburg 1934.
- Zur Geschichte des Nationalsozialismus. Vortrag. Hanseatische Verlagsanstalt, Hamburg 1934.
- Franz Ritter von Epp. Der Weg eines deutschen Soldaten. Hanseatische Verlagsanstalt, Hamburg 1934.
- Geist und Macht. Historisch-politische Aufsätze. Hanseatische Verlagsanstalt, Hamburg 1938.
- „Höre Israel!“ Studien zur modernen Judenfrage. Hanseatische Verlagsanstalt, Hamburg 1939.
- Walther Rathenau und die blonde Rasse. In: Forschungen zur Judenfrage, Bd. 4, Hanseatische Verlagsanstalt, Hamburg 1940, S. 9–67.
- (mit Karl Richard Ganzer, Gerhard Kittel u. a.:) Reich und Reichsfeinde. 4 Bde., Hanseatische Verlagsanstalt, Hamburg 1941–1943.
- Der Panama-Skandal. Hanseatische Verlagsanstalt, Hamburg 1942.
- „Apostata.“ Maximilian Harden und das wilhelminische Deutschland. In: Forschungen zur Judenfrage, Bd. 3, 2. Auflage, Hanseatische Verlagsanstalt, Hamburg 1943, S. 9–61.
- Adolf Hitler – Vollender des Reichs. Manuskript, 1944.